# Kontrola podatkowa
Kontrola podatkowa (ang. Tax audit) – poszukiwanie przez organy państwowe niezadeklarowanego dochodu lub kosztów nielegalnie odliczonych od przychodu u podmiotów podejrzewanych o uchylanie się od zobowiązań podatkowych.

## Organy kontroli podatkowej
Kontrola podatkowa przeprowadzana jest przez ograny pierwszej instancji zgodnie ich właściwością:
- naczelników urzędów skarbowych w zakresie CIT, PIT, VAT, podatku od czynności cywilnoprawnych, podatku od spadków i darowizn
- naczelników urzędów celnych w zakresie podatku akcyzowego
- wójtów, burmistrzów, starostów, marszałków województw w zakresie podatku od nieruchomości, podatek od środków transportowych, podatku leśnego, opłat lokalnych

## Podmioty podlegające kontroli podatkowej
- podatnicy
- płatnicy
- inkasenci
- następcy prawni podatników, płatników, inkasentów

## Cel kontroli podatkowej
Przeprowadzana jest w celu dokonania czynności sprawdzających, czy rozliczenie podatkowe prowadzone jest zgodnie z przepisami prawa podatkowego. Protokół kontrolny może stanowić dowód w trakcie postępowania podatkowego, postępowania karnoskarbowego.

## Przebieg kontroli podatkowej
1. Kontrola podatkowa wszczynana jest tylko z urzędu nie wcześniej niż po upływie 7 dni i nie później niż przed upływem 30 dni od dnia doręczenia zawiadomienia o zamiarze wszczęcia kontroli.
2. Czynności kontrolne prowadzone są w obecności podmiotu kontrolowanego lub jednostki upoważnionej (w przypadku braku takich podmiotów zostaje powołany świadek), w siedzibie prowadzenie działalności przez kontrolowanego, w czasie wykonywania przez niego działalności.
3. Organ kontrolny może prowadzić różne czynności zgodne z prawem: analiza dokumentacji podatkowej, oględziny, przesłuchanie świadków, pozyskanie opinii specjalistów.
4. Rezultatem kontroli jest protokół kontrolny, kontrolowany ma prawo nie zgodzić się z zawartymi w nim ustaleniami, składając w terminie 14 dni od dnia doręczenia protokołu zastrzeżenia wraz z ich wyjaśnieniem i udokumentowaniem.

Prawo podatkowe